# Брус ет Виларе
Брус ет Виларе (фр. Brousses-et-Villaret) насеље је и општина у јужној Француској у региону Лангдок-Русијон, у департману Од која припада префектури Каркасон.
По подацима из 2011. године у општини је живело 324 становника, а густина насељености је износила 29,03 становника/km². Општина се простире на површини од 11,16 km². Налази се на средњој надморској висини од 400 метара (максималној 594 m, а минималној 229 m).

## Демографија
| 1962. | 1968. | 1975. | 1982. | 1990. | 1999. | 2011. |
| ----- | ----- | ----- | ----- | ----- | ----- | ----- |
| 190   | 207   | 227   | 222   | 254   | 307   | 324   |

График промене броја становника у току последњих година